# 무인차량

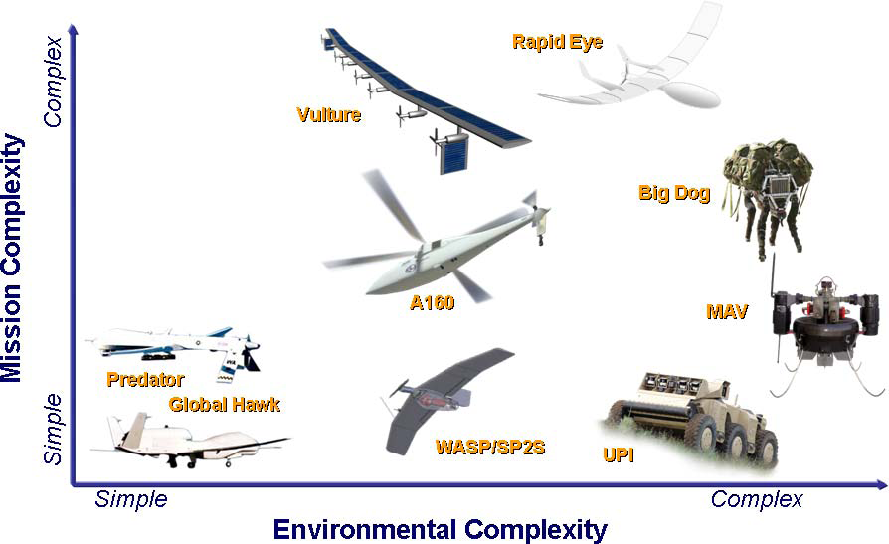
다양한 무인차량

무인차량(uncrewed vehicle)은 사람이 탑승하지 않은 탈것을 말한다. 무인차량은 원격 제어 또는 원격 유도 차량인 원격 로봇 제어를 받거나 환경을 감지하고 스스로 탐색할 수 있는 자동 제어(자율 차량)일 수 있다.

## 종류
다양한 종류의 무인차량이 존재한다:
- 무선조종 자동차나 무선조종 항공기와 같은 원격제어차량
- 무인 자동차나 무인 전투 차량과 같은 무인지상차량
- 무인 항공기
  - UCAV
  - 배달 드론
  - 타깃 드론
- 무인 우주선

## 같이 보기
- 차량 자동화
- 자동 열차 운전 장치
- 로봇